# Course à la direction du Parti québécois de 2005
 (octobre 2020).
Si vous disposez d'ouvrages ou d'articles de référence ou si vous connaissez des sites web de qualité traitant du thème abordé ici, merci de compléter l'article en donnant les références utiles à sa vérifiabilité et en les liant à la section « Notes et références ».

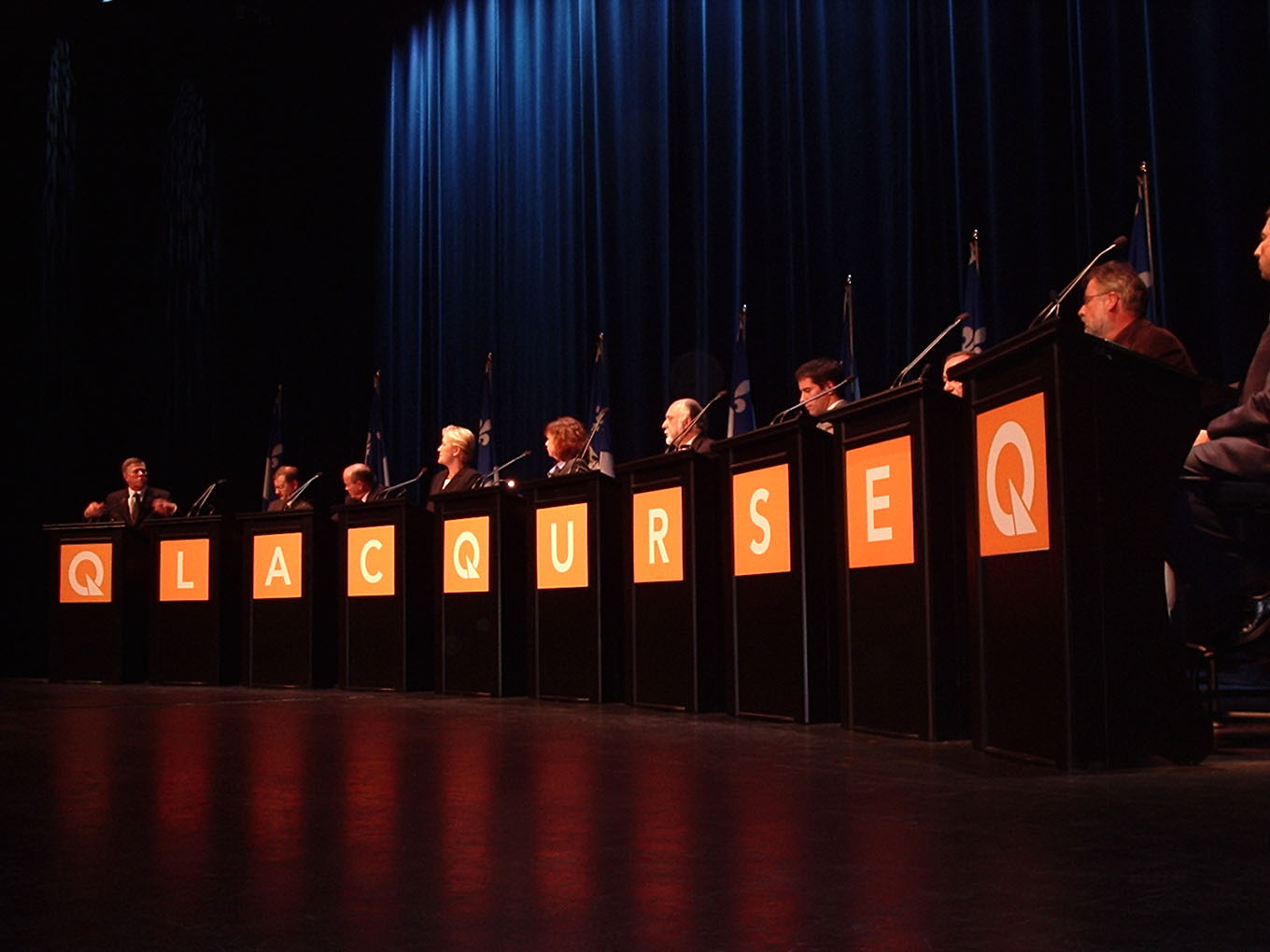
Les neuf candidats et la présidente de l'élection au débat public de la ville de Québec.

La course à la direction du Parti québécois de 2005 s'est tenue du 13 au 15 novembre 2005 afin d'élire le nouveau chef du Parti québécois à la suite de la démission de Bernard Landry.
Cette course est seulement la deuxième en son genre dans l'histoire du parti après celle de 1985, toutes les autres s'étant déroulées sans opposition.
Il y a neuf candidats et André Boisclair est déclaré élu le 15 novembre 2005 dès le premier tour.

## Déroulement

### Origines
Le 4 juin 2005, Bernard Landry, chef du Parti québécois, annonça son intention de démissionner de son poste de chef après avoir reçu un vote de confiance de 76,2 % de la part des délégués présents au Conseil national du parti se déroulant alors. Le Parti québécois désigna Louise Harel comme chef par intérim. La forte candidature de Gilles Duceppe, chef du Bloc québécois, le parti souverainiste au niveau fédéral, était attendue. Toutefois, malgré une importante pression, il y renonça en date du 11 juin 2005 pour plutôt disputer les prochaines élections fédérales à la tête du Bloc québécois.

### Campagne

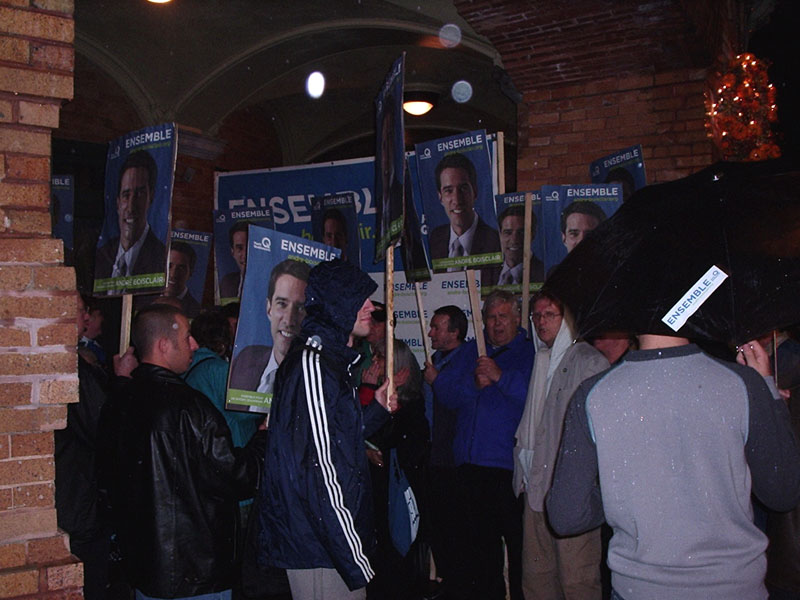
Des partisans de Boisclair scandent son slogan à la sortie d'un débat public.

Après des mois de précampagne, la course débuta officiellement en date du 15 septembre 2005, la limite officielle pour joindre la course. Le candidat André Boisclair émergea rapidement comme favori dans les sondages, avec Pauline Marois pour seconde, Richard Legendre en proche troisième et Louis Bernard quatrième. La validité de ces sondages, fort prisés par les médias, fut toutefois remise en question par les organisations de certains candidats puisque les sondages étaient faits parmi la population totale du Québec, plutôt que les gens qui auront le droit de vote, les membres légaux du Parti québécois. L'attention des médias portée principalement sur les quatre candidats en avance dans ces dits sondages, délaissant les idées des autres, fut également critiquée. Les projets de ces derniers furent beaucoup moins commentés et, pendant les diffusions en direct sur LCN des débats officiels des candidats, leur monologues furent même coupés pour laisser place aux commentateurs politiques.
Une certaine controverse fit impression sur la course, quoique brièvement: la dite Affaire Boisclair. Le 10 septembre 2005, le chroniqueur du journal Le Devoir Michel David fit référence, dans sa chronique , à un article passé relativement inaperçu du journal Le Droit faisant allusion à des rumeurs, pour André Boisclair, d'une jeunesse fêtarde où il aurait pris de la cocaïne, à l'époque où il était ministre sous Lucien Bouchard. Boisclair reconnut initialement une jeunesse de fêtes et d'erreurs. Peu après, à la suite d'une certaine pression des médias, il admit avoir déjà « consommé ». Ironiquement, cet aveu sembla le rendre encore plus populaire dans les sondages, ce qui fut crédité par les commentateurs à une certaine sympathie de la part de la population face au poids de l'examen médiatique qu'il dut subir. Le fait que Boisclair ait fait son coming out en 2000 n'a pas semblé nuire à sa campagne non plus. Les sondages ont démontré que plus de 90 % des Québécois n'étaient pas opposés à l'idée d'un Premier ministre du Québec gai. À propos de la perception publique, Pauline Marois a aussi soulevé l'hypothèse que le fait qu'elle soit une femme ait nui à sa campagne.
À cause du statut de premier de course de Boisclair, il devint la cible de plusieurs autres candidats et de leurs supporteurs. En plus du problème de son passé, certains militants progressistes mirent en question les valeurs  de gauche de Boisclair. Un groupe des candidats les plus progressistes, Dubuc, Ouimet, Paquette et Saint-André, se rapprocha progressivement de Pauline Marois, non seulement pour son expérience et son passé connu moins risqué, mais aussi pour ses valeurs perçues comme étant plus progressistes. Quelque temps avant le vote, Gilbert Paquette retira sa candidature pour Marois, les Syndicalistes et progressistes pour un Québec libre demandèrent aux supporteurs de Pierre Dubuc de voter Marois en second choix, comme le fit Jean Ouimet, et Ghislain Lebel demanda de même aux siens, mais pour Boisclair.

### Idées
Un certain nombre d'idées fut mis de l'avant par les candidats, particulièrement lors des débats officiels des candidats tenu à travers le Québec. Parmi les idées apportées, André Boisclair énonça un plan de réduction de la dette et parla d'éducation universitaire gratuite, couverte par l'état. Richard Legendre présenta un projet d'autonomie accrue pour les régions du Québec. Pauline Marois parla de nationalisation de l'eau au sein d'une éventuelle Eau-Québec, comme il fut fait avec Hydro-Québec pour l'électricité pendant la légendaire Révolution tranquille. Discutant beaucoup de lutte contre la pauvreté, Pierre Dubuc, Jean Ouimet et Gilbert Paquette se sont montrés favorables à un système de revenu minimum garanti, ce à quoi Marois s'est montrée d'accord.
Plusieurs candidats ont déclaré leur intention de mettre l'accent sur le transport en commun et l'énergie éolienne. Ghislain Lebel fut un mouton noir de ce groupe progressiste avec des idées plus conservatrices et Jean-Claude St-André défendit les convictions de la section pure et dure du parti, notamment celle de gestes de rupture avec le Canada, des actions d'état souverain posées avant la souveraineté et contraires à la constitution du Canada, jamais signée par le Québec. Le consensus le plus solide qui émergea fut celui que la plupart de ces projets étaient possibles et seulement possibles avec l'indépendance nationale.

## Règles
L'élection se tiendra au suffrage universel direct préférentiel : tous les membres en règle du parti ont le droit de voter. Ils sont actuellement environ 100 000. Le scrutin se fera par téléphone, en une seule fois. Cela veut dire que les membres devront choisir immédiatement leurs candidats par ordre de préférence, rendant impossibles les alliances que l'on voit habituellement entre les tours de scrutin.
Pour être élu, le nouveau chef doit obtenir la majorité des voix. Si ce n'est pas le cas, un nouveau décompte des votes aura lieu, sans avoir de deuxième tour de scrutin. Les candidats n'ayant pas obtenu au moins 15 % des voix seront éliminés d'emblée, et chaque décompte des voix verra le candidat ayant obtenu le moins de voix éliminé.

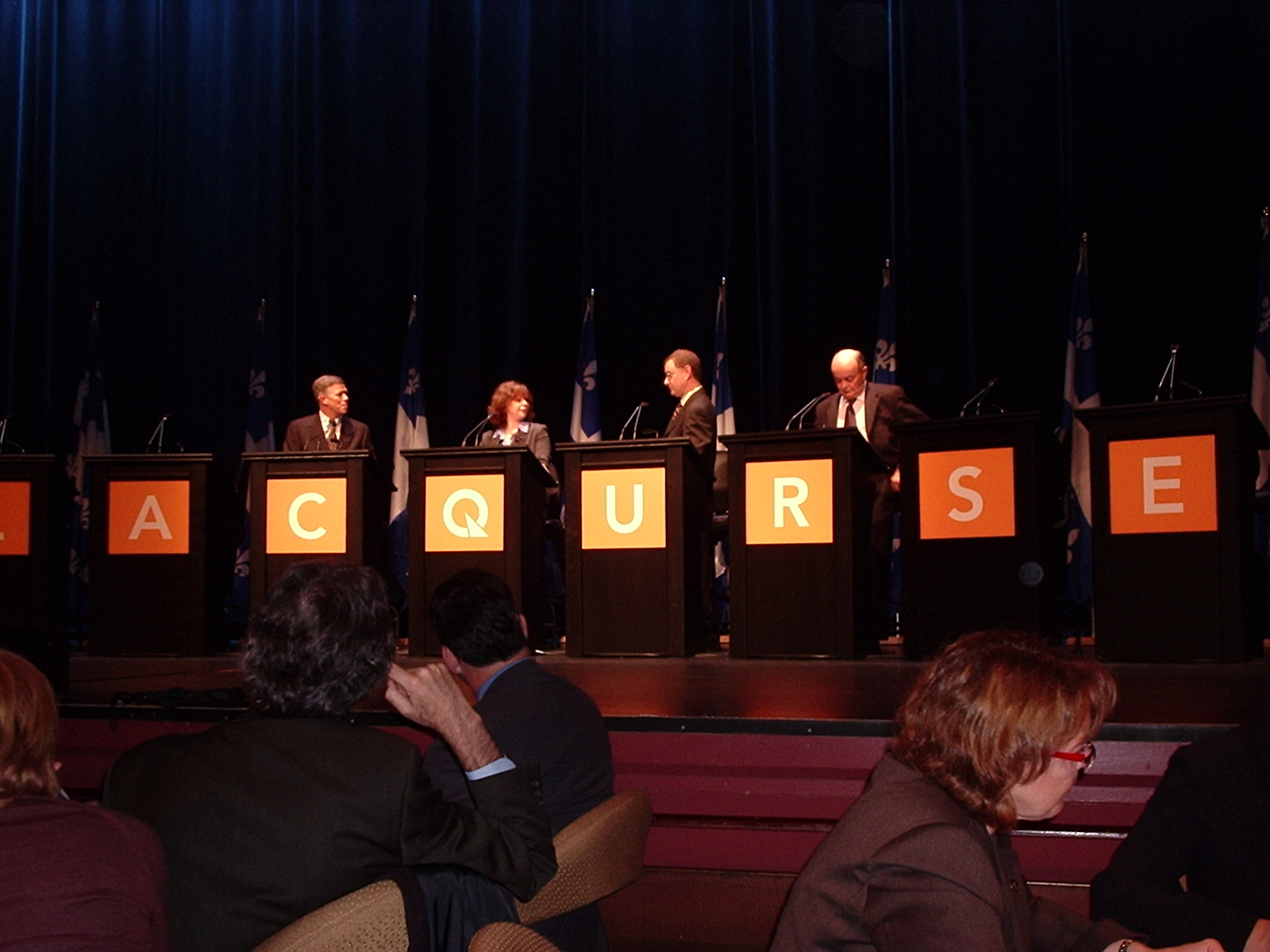
Un débat à trois entre Jean Ouimet, Jean-Claude Saint-André et Ghyslain Lebel, présidé par Lyne Marcoux.

## Débats publics
Les sept débats publics sont orchestrés par la présidente de l'élection, Lyne Marcoux. Ils sont diffusés en direct via le site officiel du Parti québécois pq.org, ainsi que les chaînes d'information continues québécoises. Pour permettre des débats substantiels et ordonnés avec un tel nombre de personnes, chaque occasion est divisée en trois séries de trois discussions, parmi trois candidates pour chacune. Le choix des groupes est effectué au hasard. De plus, pour chaque débat, les candidats offrent chacun un discours d'ouverture et de fermeture, et des questions de l'audience et de l'internet sont sélectionnées et débattues. Cette sélection est exécutée par un panel impartial, dirigé par Monique Richard, la présidente du parti.

### Solidarité et finances publiques
Le débat au sujet de la solidarité et des finances publiques eut lieu le 21 septembre 2005 à Sherbrooke, en Estrie. En ce qui concerne la solidarité, le projet d'un revenu minimum garanti rassembla Pierre Dubuc, Pauline Marois, Gilbert Paquette et Jean Ouimet. André Boisclair se dit ouvert à un débat autour de la gratuité universitaire couverte par l'État et déclara l'éducation comme priorité. Il présenta un plan de réduction de la dette publique. Une confrontation féroce eut lieu entre Jean-Claude Saint-André et André Boisclair lorsque le premier lança plusieurs fois le défi à ce dernier de s'engager à lutter contre l'évasion fiscale, ce qu'il fit finalement. À la désapprobation de Saint-André, Boisclair défendit également la politique du déficit zéro du précédent gouvernement du Parti québécois sous Lucien Bouchard, duquel il fit partie.

### Développement durable et économie
Le débat au sujet du développement durable et de l'économie eut lieu le 28 septembre 2005 à Montréal. La plupart des candidats communiquèrent leur intention de mettre l'accent sur les transports en commun et l'énergie éolienne. Pauline Marois parla de nationalisation de l'eau au sein d'un éventuel Eau-Québec, comme il fut fait avec l'électricité pendant l'édification finale d'Hydro-Québec, un exploit largement accompli par le fondateur du Parti québécois, René Lévesque, durant la Révolution tranquille. Richard Legendre déclencha une querelle avec André Boisclair à propos de la supposée lenteur de ce dernier à déclencher un référendum (Boisclair parle d'un référendum lancé aussitôt que possible durant le prochain mandat, comme le stipule le nouveau programme du parti, adopté au Conseil national du parti de 2005, tandis que Legendre en préconise un pendant la première année au pouvoir). Legendre critiqua aussi la façon que Boisclair adopta son moratoire sur les porcheries alors qu'il était Ministre de l'environnement.

### Culture
Le débat au sujet de la culture eut lieu le 12 octobre 2005 à Trois-Rivières, en Mauricie. Jean Ouimet souligna qu'il était nécessaire de s'assurer qu'aucun artiste au Québec ne puisse tomber dans le trou de la pauvreté pour s'assurer que la culture québécoise soit en santé. Une discussion au sujet de la Charte de la langue française se déroula.

### Souveraineté et leadership
Le débat au sujet de la souveraineté et du leadership eut lieu le 19 octobre 2005 à Québec. Puisque la méthode et la hâte pour atteindre l'indépendance est souvent un sujet brûlant au sein du parti, les médias projetèrent que ce débat serait le plus tumultueux des sept. Aux dires de ces derniers, il fut en fait le plus calme.

### Territoire
Le débat au sujet du territoire eut lieu le 26 octobre 2005 à Rimouski, au Bas-Saint-Laurent.

### Éducation
Le débat au sujet de l'éducation eut lieu le 2 novembre 2005 en la Ville de Saguenay, au Saguenay–Lac-Saint-Jean.

### Santé
Le débat au sujet de la santé eut lieu le 9 novembre 2005 à Gatineau, en Outaouais.

## Candidats

### Officiels
Les candidats officiels sont ceux ayant été confirmés par le parti, après avoir recueilli au moins 1 000 signatures d'appui de membres du parti dans 40 circonscriptions différentes, avec un minimum de dix signatures par circonscription.
Louis Bernard -  

Deuxième candidat confirmé, le 29 juillet 2005.
Ancien haut fonctionnaire (fusions municipales, transport en commun, affaires autochtones).
Il a reçu l'appui du député Camil Bouchard, des députés bloquistes Yvan Loubier, Francine Lalonde et Serge Ménard, et des anciens députés Richard Guay, Robert Burns, Pierre de Bellefeuille et Lucien Lessard.
André Boisclair - 

Troisième candidat confirmé.
Pressenti comme favori.
Ancien ministre (environnement, affaires municipales).
Il a reçu l'appui du plus grand nombre de députés dont Sylvain Simard et Daniel Turp.
Pierre Dubuc - 

Huitième candidat confirmé, le 7 septembre 2005.
Directeur et rédacteur en chef de L'Aut'Journal. Ancien membre du groupe marxiste-léniniste L'union bolchevique.
Ghislain Lebel -  

Quatrième candidat confirmé, le 15 août 2005.
Ancien député bloquiste.
Richard Legendre -  

Premier candidat confirmé.
Ancien ministre (jeunesse tourisme loisirs et sports) et ancien joueur de tennis.
Il a reçu l'appui de François Legault.
Pauline Marois -  

Cinquième candidate confirmée, le 17 août 2005.
Ancien ministre (finances, santé) et ancien vice-premier ministre.
Elle a reçu l'appui de Joseph Facal, de Jonathan Valois, de Maka Kotto et de Marie Malavoy.
Jean Ouimet - 

Ancien chef du Parti vert du Québec.
Il a reçu l'appui du chercheur-écologiste le Dr Pierre Dansereau.
Gilbert Paquette 

Neuvième candidat confirmé, le  8 septembre 2005.
Ancien ministre sous René Lévesque.
Jean-Claude St-André - 

Septième candidat confirmé, le 25 août 2005, devenu le sixième après le retrait de Cormier.
Député de l'Assemblée nationale et porte-parole en matière de natalité et démographie, il est considéré comme un « pur et dur ».
Il a reçu l'appui de Robert Laplante et de Yves Michaud.

### Potentiels
- Gilles Hébert - Candidat annoncé, n'a pas présenté sa mise en candidature officielle
- Gilles Paquette - Candidat annoncé, n'a pas présenté sa mise en candidature officielle.  En 2007, il quitta le Parti québécois pour former sa propre formation politique : le Parti république du Québec.
- Hugues Cormier - Il a été le sixième candidat confirmé, le 30 août 2005, mais a abandonné la course.
- Bernard Landry - Il a annoncé le 16 août qu'il ne se présentait pas.
- Gilles Duceppe - Il a décidé de ne pas se présenter dans la course et de demeurer chef du Bloc québécois à Ottawa.
- Laurent M. Leclerc - Il a renoncé à se présenter, sa famille lui demandant plus d'attention depuis l'accident de son fils.
- Jean-Pierre Charbonneau - N'y va pas. Appuie Pauline Marois.

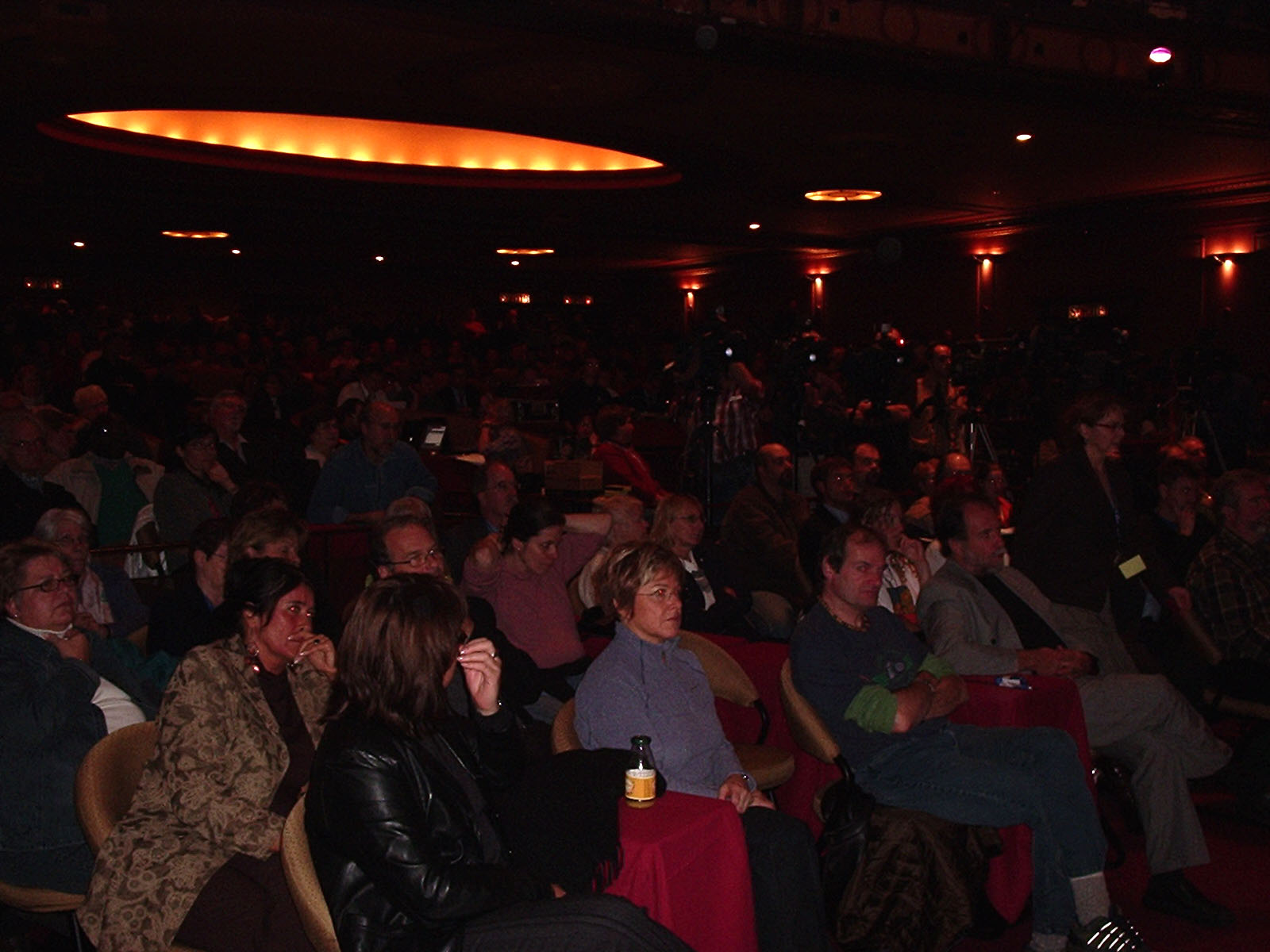
L'assistance du débat public de la ville de Québec, pour lequel un certain nombre de personnes ne purent entrer à cause de l'importance de la foule.

- François Legault - N'y va pas (raisons familiales), appuie Richard Legendre.
- Maxime Barakat - N'y va pas. Appuie Pauline Marois.
- Paul Bégin - Mentionné. Appuie Pauline Marois.
- Camil Bouchard - N'y va pas. Appuie Louis Bernard.
- Daniel Turp - N'y va pas. Appuie André Boisclair.
- Joseph Facal - N'y va pas. Appuie Pauline Marois.

## Chronologie
- 15 novembre 2005 : Le candidat André Boisclair est élu comme chef du Parti québécois avec 56 503 votes soit 53,68 %. En savoir plus.
- 11 novembre 2005 : Le candidat Jean Ouimet demande à ses troupes de voter pour Pauline Marois comme deuxième choix.
- 10 novembre 2005 : Le candidat Gilbert Paquette se retire de la course et donne son appui à Pauline Marois. Il juge André Boisclair trop à droite. En savoir plus.
- 9 novembre 2005 : Avant le débat de Gatineau, le candidat Ghislain Lebel demandera à ses troupes de voter pour André Boisclair comme deuxième choix. En savoir plus.
- 8 novembre 2005 : Le candidat Pierre Dubuc demande à ses troupes de voter pour Pauline Marois comme deuxième choix. Marois répondra en proposant à ses troupes de voter pour Dubuc comme deuxième choix.
- 7 novembre 2005 : L'ex-ministre sous Jacques Parizeau, Daniel Paillé, retire à André Boisclair l'appui qu'il lui avait donné pendant l'été. Dans une lettre rendue publique, il écrit : « Tu l'as eu bien tardive la jeunesse, car si ta dernière consommation date de sept ou huit ans, il faut donc présumer qu'à ta dernière snif tu avais plus de 30 ans ! » En savoir plus.
- 7 novembre 2005 : L'équipe d'André Boisclair envoie une mise en demeure à Jean Ouimet le sommant de se rétracter sur les propos tenus ces derniers jours concernant la consommation passée de cocaïne d'André Boisclair. Au même moment, Pauline Marois obtient des appuis dans les communautés culturelles, dont Vivian Barbot, Maka Kotto et Nadège Jean, la sœur de Michaëlle Jean. En savoir plus sur la première nouvelle et sur la deuxième.
- 5 novembre 2005 : Radio-Canada et l'écrivain Michel Tremblay s'excusent des propos tenus au Point à propos de Victor-Lévy Beaulieu, où Tremblay mentionnait notamment la consommation d'alcool de Beaulieu.
- 4 novembre 2005 : L'écrivain Michel Tremblay donne son appui à André Boisclair, répondant ainsi à la sortie de Victor-Lévy Beaulieu sur l'ancienne consommation de cocaïne de Boisclair. Au même moment, le président de la FTQ, Henri Massé a réclamé que cesse le vaudeville autour de l'Affaire Boisclair.
- 4 novembre 2005 : Au sujet de la consommation passée de cocaïne d'André Boisclair, Pauline Marois déclare pour la première fois que l'élection d'André Boisclair « pourrait représenter un risque pour la formation politique et la cause souverainiste ». Au même moment, 18 anciens ministres et députés péquistes donnent leur appui à André Boisclair. En savoir plus.
- 3 novembre 2005 : Le candidat Ghislain Lebel s'est dit satisfait des explications de Boisclair concernant sa consommation passée de cocaïne. Au même moment, Jean Ouimet affirmait avoir été mis au courant de certaines rumeurs circulant sur Boisclair. Les partisans de Boisclair ont immédiatement répliqué, accusant les quatre candidats d'être manipulés par l'équipe de Pauline Marois. Un des partisans, Sylvain Simard, a déclaré sur Ouimet qu'il était un « enculé de première ». Marois a demandé des excuses pour Ouimet.
- 2 novembre 2005 : Après le débat sur l'éducation, quatre des candidats, Pierre Dubuc, Ghislain Lebel, Jean Ouimet et Gilbert Paquette, ont réclamé qu'André Boisclair explique les détails de sa consommation de cocaïne ou qu'il se retire de la course à la direction du Parti québécois. Au même moment, André Boisclair s'est déclaré indigné par les propos tenus par la gouverneure générale Michaëlle Jean lors du dîner annuel de la presse parlementaire du 21 octobre. En savoir plus.
- 26 octobre 2005 : Louise Beaudoin donne son appui à Pauline Marois. En savoir plus.
- 21 octobre 2005 : Certains candidats de gauche dans la campagne songeraient à s'allier à Pauline Marois pour empêcher André Boisclair remporter le vote. Les médias ont mentionné Pierre Dubuc, Jean Ouimet et Jean-Claude St-André. En savoir plus.
- 7 octobre 2005 : Le quotidien La Presse s'excuse pour la publication des allégations de fausses représentations contenues dans la chronique de Lysiane Gagnon à l'encontre du candidat André Boisclair. En savoir plus.
- 6 octobre 2005 : Dans sa chronique dans La Presse, Lysiane Gagnon soutient que la maîtrise que le candidat André Boisclair prétend avoir reçu de l'université Harvard n'est qu'un Mid-Career Master in Public Administration (MC-MPA) émis par JFK School of Government. Elle ajoute que Boisclair n'a jamais non plus obtenu de baccalauréat, contrairement à ce qu'il affirme. En savoir plus.
- 19 septembre 2005 : André Boisclair admet avoir pris de la cocaïne lorsqu'il était ministre dans le gouvernement Bouchard. En savoir plus.
- 18 septembre 2005 : lancement de la campagne d'André Boisclair au Spectrum de Montréal En savoir plus.
- 16 septembre 2005 : début de l'affaire Boisclair : Pressé de question par les journalistes sur ses anciens excès d'il y a vingt ans, notamment la cocaïne, le meneur dans la course André Boisclair a refusé de répondre. En savoir plus.
- 16 septembre 2005 : présentation par le Parti québécois des neuf candidats officiels. En savoir plus.
- 13 septembre 2005 : après avoir passé en cour pour une accusation de conduite avec faculté affaiblie, le candidat Gilbert Paquette a fait un point de presse pour signaler son intention de continuer à être dans la course à la chefferie du PQ. En savoir plus.
- 9 septembre 2005 : l'ancienne vice-présidente du PQ Marie Malavoy a officiellement donné son appui à la candidature de Pauline Marois. En savoir plus.
- 8 septembre 2005 : l'ancien ministre sous René Lévesque, Gilbert Paquette devient le huitième candidat dans la course à la chefferie. En savoir plus.
- 7 septembre 2005 : la cheffe par intérim du PQ, Louise Harel a rappelé à l'ordre et mis en garde les candidats à la direction de ne pas sombrer dans la mesquinerie. Certains candidats usant d'attaques personnelles. Pauline Marois aurait écarté d'emblée Richard Legendre de la course et Jean-Claude St-André aurait traité ses adversaires de sourds et muets. En savoir plus.
- 7 septembre 2005 : le directeur de L'Aut'Journal, Pierre Dubuc devient le septième candidat dans la course à la direction du PQ. En savoir plus.
- 6 septembre 2005 : le député bloquiste Maka Kotto donne son appui à Pauline Marois dans la course à la direction du PQ. En savoir plus.
- 2 septembre 2005 : Le psychiatre et ancien candidat Hugues Cormier a remis sa lettre de désistement au Parti québécois. Plus tôt, il avait été mis en congé forcé par son employeur, l'hôpital Louis-Hippolyte-Lafontaine, parce qu'il aurait sollicité des signatures à ses patients pour sa mise en candidature à la course à la direction du Parti québécois. En savoir plus.
- 2 septembre 2005 : Lancement de la campagne de Jean-Claude St-André.
- 1er septembre 2005 : Le député bloquiste et ancien ministre Serge Ménard donne son appui au candidat Louis Bernard. En savoir plus.

## Slogans
- Louis Bernard - Un homme solide, un Québec solidaire
- André Boisclair - Ensemble
- Pierre Dubuc - Indépendant, tout est possible
- Ghislain Lebel - Debout avec vous
- Richard Legendre - En équipe pour le pays!
- Pauline Marois - Pour réussir notre indépendance
- Jean Ouimet - Souverains... avec un véritable contrat social
- Gilbert Paquette - Venez, faisons ensemble du Québec un pays
- Jean-Claude St-André - L'autre façon de faire!

## Résultats
|  |                      | Premier tour | Premier tour | Second tour | Second tour |
|  | Candidat             | Votes        | Pourcentage  | Votes       | Pourcentage |
|  | -------------------- | ------------ | ------------ | ----------- | ----------- |
|  | Louis Bernard        | 5775         | 5,49         | -           | -           |
|  | André Boisclair      | 56 503       | 53,68        | -           | -           |
|  | Pierre Dubuc         | 1282         | 1,22         | -           | -           |
|  | Ghislain Lebel       | 438          | 0,44         | -           | -           |
|  | Richard Legendre     | 7877         | 7,48         | -           | -           |
|  | Pauline Marois       | 32166        | 30,56        | -           | -           |
|  | Jean Ouimet          | 247          | 0,23         | -           | -           |
|  | Gilbert Paquette     | -            | -            | -           | -           |
|  | Jean-Claude St-André | 951          | 0,9          | -           | -           |
|  | Totaux               | 105 259      | 100,0 %      | -           | 100,0 %     |

- Il n'y a pas eu de second tour
- Le candidat Gilbert Paquette a retiré sa candidature une semaine avant le vote

#### Élection
- Page de l'élection sur le site de Radio-Canada
- Course à la direction: dossier